# Nowy Tomyśl (gmina)
Nowy Tomyśl – to gmina miejsko-wiejska w województwie wielkopolskim, w powiecie nowotomyskim. W latach 1975–1998 gmina położona była w województwie poznańskim.
Siedziba gminy to Nowy Tomyśl.
Według danych z 30 czerwca 2004 gminę zamieszkiwały 24 033 osoby. Natomiast według danych z 31 grudnia 2022 roku gminę zamieszkiwało 27 194 osób.
Gmina uzyskała w 2021 drugą lokatę w ogólnopolskim rankingu Serwisu Samorządowego PAP „Gmina dobra do życia” w kategorii „Gminy z siedzibą powiatu ziemskiego”.

## Struktura powierzchni
Według danych z roku 2002 gmina Nowy Tomyśl ma obszar 185,89 km², w tym:
- użytki rolne: 57%
- użytki leśne: 33%

Gmina stanowi 18,37% powierzchni powiatu.

## Demografia

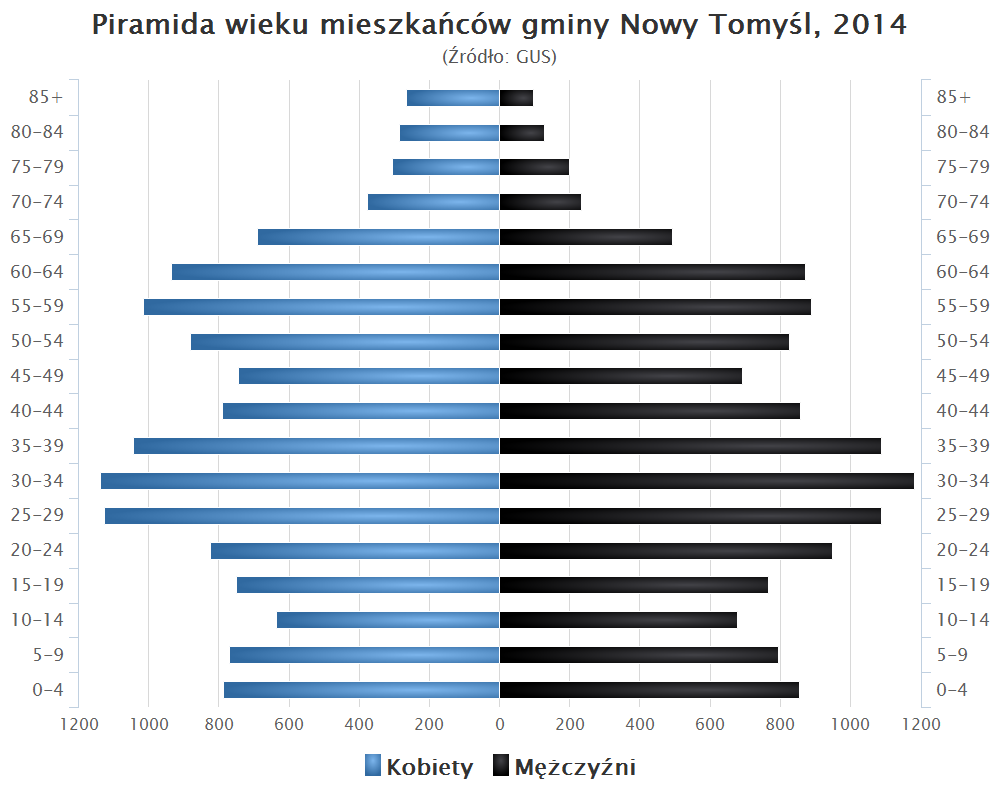
Piramida wieku mieszkańców gminy Nowy Tomyśl w 2014 roku

Dane z 31 grudnia 2022:
| Opis                              | Ogółem | Ogółem | Kobiety | Kobiety | Mężczyźni | Mężczyźni |
| --------------------------------- | ------ | ------ | ------- | ------- | --------- | --------- |
| jednostka                         | osób   | %      | osób    | %       | osób      | %         |
| populacja                         | 27 642 | 100    | 14 208  | 51,4    | 13 434    | 48,6      |
| gęstość zaludnienia (mieszk./km²) | 148,2  | 148,2  | 76,2    | 76,2    | 72,0      | 72,0      |

## Sołectwa
Boruja Kościelna, Boruja Nowa, Bukowiec, Cicha Góra, Chojniki, Glinno, Grubsko, Jastrzębsko Stare, Kozie Laski, Nowa Róża, Paproć, Przyłęk, Róża, Sątopy, Sękowo, Stary Tomyśl, Szarki, Wytomyśl.

## Sąsiednie gminy
Grodzisk Wielkopolski, Kuślin, Lwówek, Miedzichowo, Opalenica, Rakoniewice, Siedlec, Zbąszyń